# Ratugnathia makuluvae
Ratugnathia makuluvae är en djurart som tillhör fylumet käkmaskar, och som beskrevs av Wolfgang Sterrer 1991. Ratugnathia makuluvae ingår i släktet Ratugnathia och familjen Gnathostomulidae. Inga underarter finns listade i Catalogue of Life.